# Rhynchophreatia
Rhynchophreatia é um género botânico pertencente à família das orquídeas (Orchidaceae).